# LINE (logiciel)
LINE est une application de messagerie instantanée et d'appels vocaux et vidéos développée et gérée par la compagnie LY Corporation. Elle permet d'échanger des messages texte et de faire des appels en transmettant l'information via Internet.
Elle est disponible en version mobile sur iOS d'Apple, Android, Windows Phone de Microsoft et sur ordinateur avec Google Chrome, Microsoft Windows et Windows 10 ainsi que Mac OS X.

## Histoire
LINE est lancée au Japon en 2011. Initialement développée par NHN Japon, l'application est depuis avril 2013 prise en charge par la société par actions LINE Corporation. Bien que cette entreprise ait son siège social à Shinjuku (Tokyo), son seul actionnaire demeura l'entreprise sud-coréenne NHN jusqu'à son entrée en bourse. Line génère des revenus grâce à la vente de jeux et de stickers (en) virtuels, des dessins qui, comme les émoticônes, permettent à l'utilisateur d'exprimer son état d'esprit,. 
LINE franchit le cap des 100 millions d'utilisateurs en l'espace de 19 mois, alors qu'il en a fallu 54 à Facebook et 49 à Twitter. La forte croissance se poursuit en 2013. Au 1er avril, l'application compte plus de 150 millions de comptes enregistrés. En septembre, elle franchit la barre des 230 millions d'utilisateurs et devance l'application coréenne KakaoTalk. L'application est disponible en Asie et en Amérique latine, ainsi qu'en Espagne,. Au mois d'octobre 2014, LINE annonce avoir 560 millions d'inscrits dont 170 millions d'utilisateurs actifs. Sur l'année 2014, Line a généré 86 milliards de yens (soit 723 millions de dollars) de chiffre d’affaires (70 fois celui de WhatsApp, la messagerie acquise pour 19 milliards de dollars par Facebook), dont 15 % sur la vente de stickers virtuels.
La vente de produits dérivés tels les autocollants, jeux, figurines et peluches constitue une partie significative des revenus de LINE. Ces produits connurent un certain succès commercial à Hong Kong, en Thaïlande, à Taïwan et au Japon.
En 2014, LINE annonce lancer son service de streaming musical LINE Music, dans une interface entièrement mobile.
En juillet 2016, Line est introduite en bourse partiellement permettant de lever près de 1,3 milliard de dollars. En date de décembre 2016, la compagnie-mère NHN détenait toujours 80,35 % des parts.
Fin 2020, Line se retire de la bourse, en vue de son contrat de fusion avec Z Holdings.
Le 1er mars 2021, Line fusionne avec Yahoo! Japan, qui est géré par Z Holdings, une filiale de SoftBank Group. Dans le cadre de la nouvelle structure, Naver Corporation (l'ancienne société mère de Line) et SoftBank Corp (l'unité d'opérateurs sans fil de SoftBank Group) détiennent chacune 50 % des actions dans une nouvelle société nommée A Holdings Corp, qui est actionnaire principale de Z Holdings, qui possède maintenant Line et Yahoo ! Japan,,. En intégrant les deux entreprises et en créant de nouvelles plateformes, la société fusionnée vise à concurrencer les géants américains de la technologie, à savoir Google, Amazon, Facebook et Apple et les géants technologiques chinois Baidu, Alibaba et Tencent, ainsi que le géant japonais du commerce électronique Rakuten. La fusion permet également à Z Holdings d'accéder trois marchés asiatiques supplémentaires où Line est populaire : Taiwan, la Thaïlande et l'Indonésie.
En octobre 2023, la holding est réorganisée en interne et adopte le nom de LY Corporation. En 2024, la société propose une quarantaine de services dont Line est la plus connue.